# Geovane (calciatore 1989)
Geovane Batista de Faria (Pedregulho, 20 febbraio 1989) è un calciatore brasiliano, centrocampista del Coritiba.

## Caratteristiche tecniche
È un mediano.

## Carriera
Ha esordito in Série A il 29 aprile 2019 disputando con il Goiás l'incontro vinto 1-0 contro il Fluminense.